# Christian hardcore
Christian hardcore (Christcore, CH/HC) – podgatunek muzyki hardcore punk, którego wykonawcy w swojej twórczości odwołują się do religii i wartości chrześcijańskich. Przekaz treści i forma wyrazu artystycznego zależy od konkretnego zespołu. 